# صدیقی دیارا
صدیقی دیارا (انگلیسی: Sidiki Diarra; ۶ ژانویهٔ ۱۹۵۲ – ۲۴ ژوئن ۲۰۱۴) بازیکن سابق و مربی فوتبال اهل بورکینافاسو بود.
وی همچنین در تیم ملی فوتبال بورکینافاسو بازی کرده است.